# Eurybia (botanica)
 Eurybia   (Cass.) Cass., 1820 è un genere di piante angiosperme dicotiledoni della famiglia delle Asteraceae, sottofamiglia Asteroideae, tribù Astereae (North American lineage) e sottotribù Machaerantherinae.

## Etimologia
Il nome del genere deriva dal greco "eurys" (= largo) e "baios" (= pochi), forse alludendo ai pochi e diffusi fiori del raggio. Ma potrebbe anche derivare sempre dal greco "eurybies" o "eurybia" che significa "in lungo e in largo, largamente diffuso".
Il nome scientifico del genere è stato definito dal botanico Alexandre Henri Gabriel de Cassini (1781-1832) nella pubblicazione " Dictionnaire des Sciences Naturelles, dans lequel on traite méthodiquement des différens êtres de la nature, considérés soit en eux-mêmes, d'aprés l'état actuel de nos connoissances, soit relativement à l'utilité quén peuvent retirer la médecine, l'agriculture, le commerce et les arts. Strasbourg. Edition 2" ( Dict. Sci. Nat., ed. 2. [F. Cuvier] 16: 46 ) del 1820.

## Descrizione

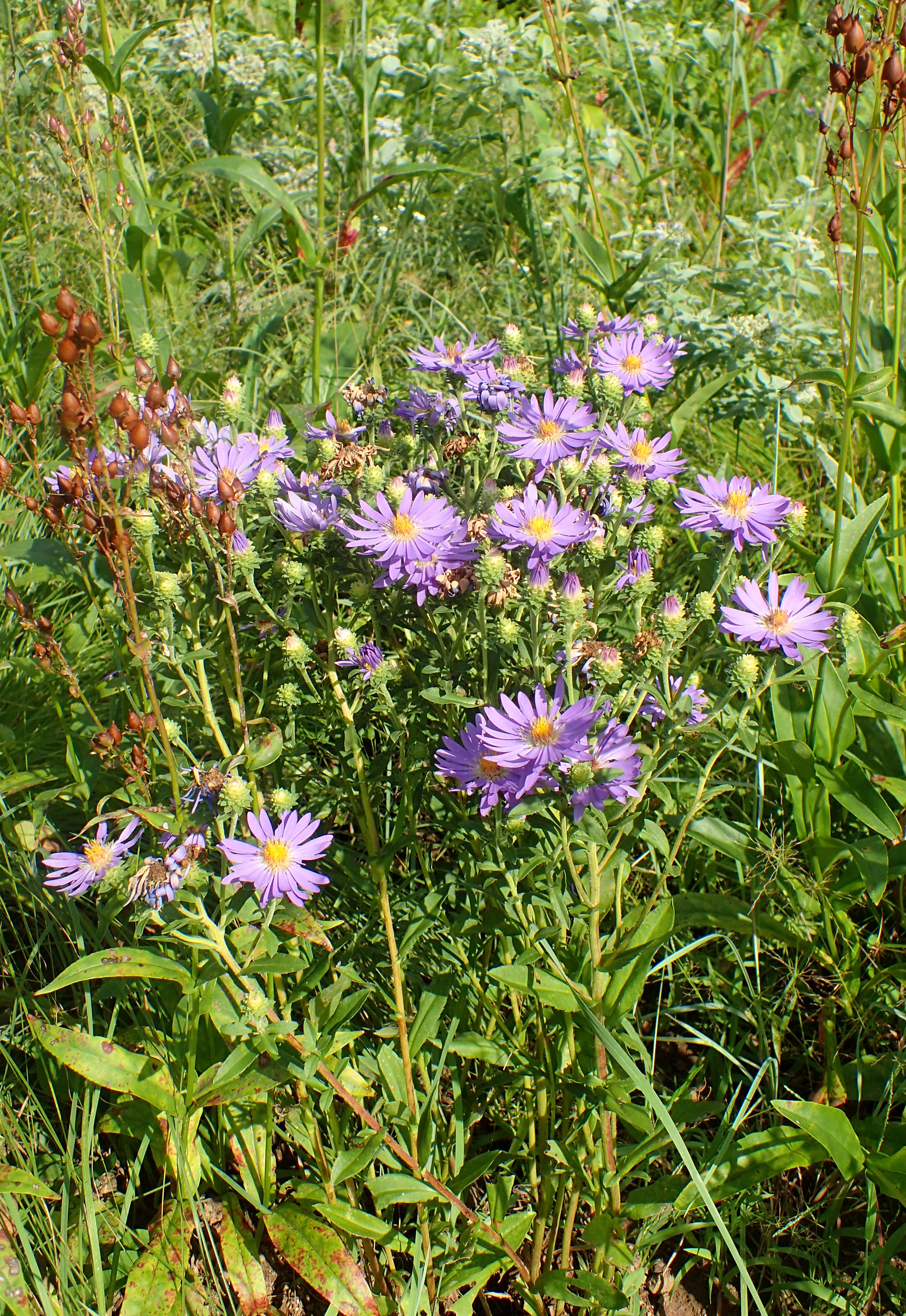
Il portamento
Eurybia spectabilis

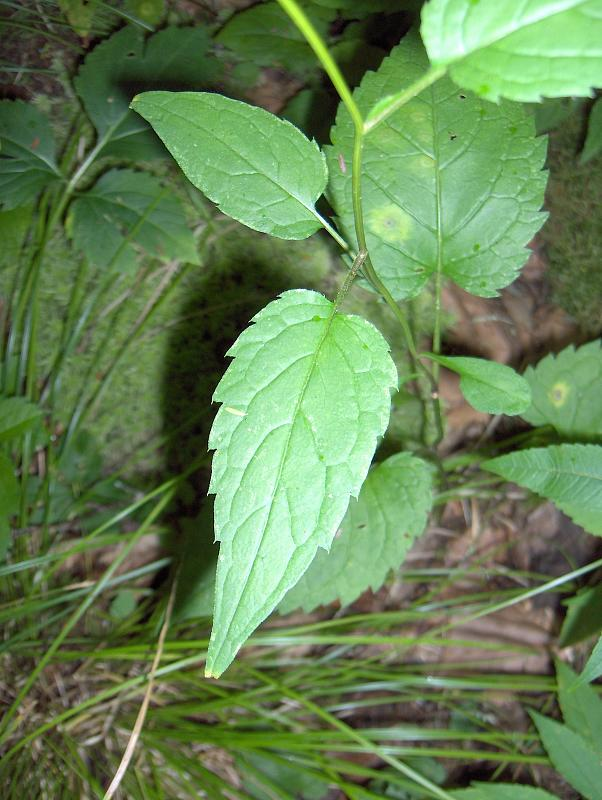
Le foglie
Eurybia divaricata

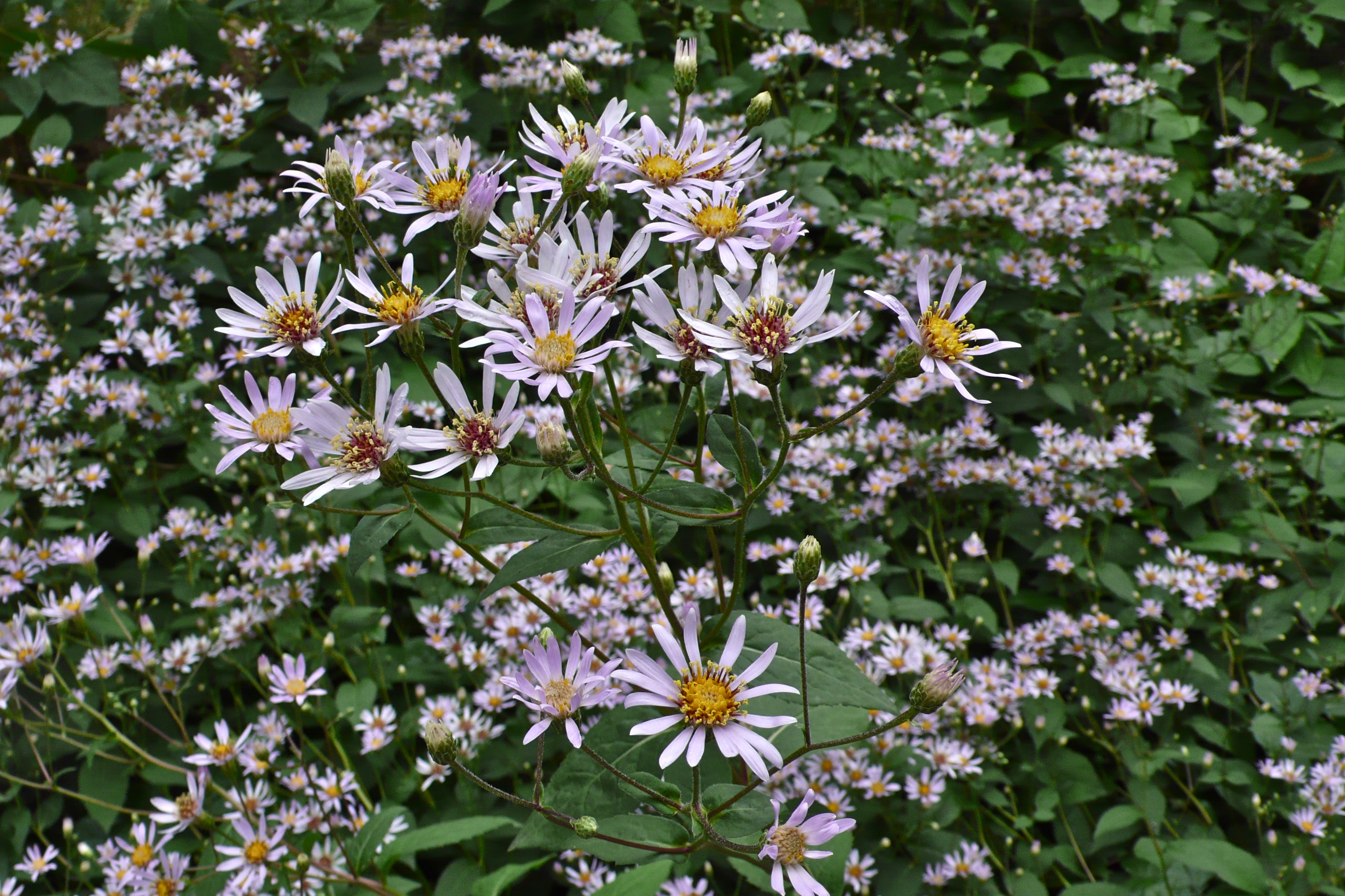
Infiorescenza
Eurybia radula

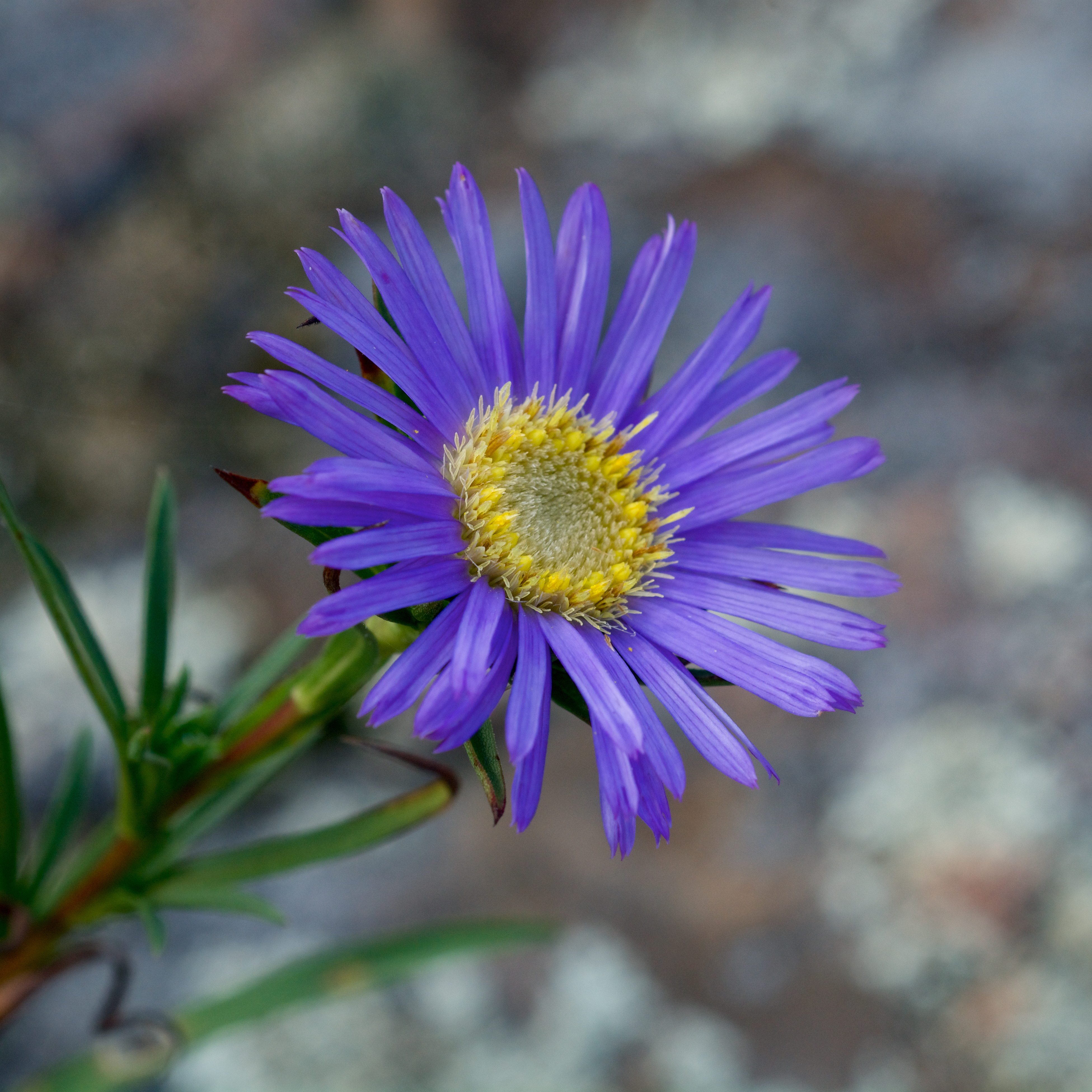
I fiori
Eurybia hemispherica

Portamento. Le specie di questo genere hanno un ciclo biologico perenne rizomatoso.
Fusto. La parte aerea in genere è eretta, semplice o ramosa. Gli steli sono glabri. Altezza media: 10 - 120 cm.
Foglie. Le foglie lungo il caule sono disposte in modo alternato e sessile, quelle basali sono picciolate; la lamina è intera o seghettata e spinescente con forme da lineari a obovate o cordate o ellittiche o spatolate o oblunghe; la pagina fogliare è glabra con 3 - 5 venature parallele. 
Infiorescenza. Le sinflorescenze sono sia scapose (capolini solitari) che composte da diversi capolini raccolti in formazioni corimbose o in altro modo. Le infiorescenze vere e proprie sono composte da un capolino terminale peduncolato di tipo radiato con fiori eterogami. I capolini sono formati da un involucro, con forme da turbinate a campanulate, composto da 20 a 140 brattee, al cui interno un ricettacolo fa da base ai fiori di due tipi: fiori del raggio e fiori del disco. Le brattee, un poco carenate, a consistenza erbacea con base indurita, con forme da largamente ovate o oblunghe a oblanceolate o lanceolate o lineari, con margini finemente fimbriati, sono disposte in modo più o meno embricato e scalato su 3 - 7 serie. Il ricettacolo (senza pagliette) a protezione della base dei fiori ha delle forme piatte o da convesse a coniche. Dimensione degli involucri: 4 - 25 mm.
Fiori.  I fiori sono tetra-ciclici (formati cioè da 4 verticilli: calice – corolla – androceo – gineceo) e pentameri (calice e corolla formati da 5 elementi). Si distinguono in:
- fiori del raggio (esterni): da 5 a 60 per capolino, sono femminili e sono disposti su 1 - 2 serie; la forma è ligulata (zigomorfa);
- fiori del disco (centrali): sono più numerosi (da 8 a 260) con forme brevemente tubulose (attinomorfe); sono ermafroditi.

- Formula fiorale:

*/x K {\displaystyle \infty }, [C (5), A (5)], G 2 (infero), achenio
- Calice: i sepali del calice sono ridotti ad una coroncina di squame.

- Corolla:

- fiori del raggio: la forma della corolla alla base è più o meno tubulosa-imbutiforme, mentre all'apice è ligulata un poco contorta e può terminare con alcuni denti; il colore è bianco o blu;
- fiori del disco: la forma è strettamente tubulare bruscamente divaricata in 5 lobi; i lobi, patenti o eretti, hanno una forma deltata o più o meno lanceolata; il colore è giallo

- Androceo: l'androceo è formato da 5 stami sorretti da filamenti generalmente liberi; gli stami sono connati e formano un manicotto circondante lo stilo; le teche (produttrici del polline) alla base sono troncate e sono lievemente auricolate (molto raramente sono speronate o hanno una coda); le appendici apicali delle antere hanno delle forme piatte e lanceolate; il tessuto endoteciale (rivestimento interno dell'antera) è quasi sempre polarizzato (con due superfici distinte: una verso l'esterno e una verso l'interno). Il polline è sferico con un diametro medio di circa 25 micron;  è tricolporato (con tre aperture sia di tipo a fessura che tipo isodiametrica o poro) ed è echinato (con punte sporgenti).

- Gineceo: l'ovario è infero uniloculare formato da 2 carpelli. Lo stilo (il recettore del polline) è profondamente bifido (con due stigmi divergenti) e con le linee stigmatiche marginali separate. I due bracci dello stilo hanno una forma lineare-triangolare e possono essere papillosi o ricoperti da ciuffi di peli.

Frutti. I frutti sono degli acheni con pappo: il corpo, con 8 - 12 nervature longitudinali, ha una forma da cilindrica a cilindrico-obconica o fusiforme con superficie senza ghiandole. Le setole del pappo (persistente), rigide e piatte (ampie apicalmente), sono 35 - 70 disposte su 2 - 4 serie e graduate in altezza.

## Biologia
Impollinazione: l'impollinazione avviene tramite insetti (impollinazione entomogama tramite farfalle diurne e notturne).

Riproduzione: la fecondazione avviene fondamentalmente tramite l'impollinazione dei fiori (vedi sopra).

Dispersione: i semi (gli acheni) cadendo a terra sono successivamente dispersi soprattutto da insetti tipo formiche (disseminazione mirmecoria). In questo tipo di piante avviene anche un altro tipo di dispersione: zoocoria. Infatti gli uncini delle brattee dell'involucro (se presenti) si agganciano ai peli degli animali di passaggio disperdendo così anche su lunghe distanze i semi della pianta. Inoltre per merito del pappo il vento può trasportare i semi anche a distanza di alcuni chilometri (disseminazione anemocora).

## Distribuzione e habitat
Le specie di questo genere sono distribuite in America del Nord, Penisola scandinava e Siberia (fino al Giappone).

## Sistematica
La famiglia di appartenenza di questa voce (Asteraceae o Compositae, nomen conservandum) probabilmente originaria del Sud America, è la più numerosa del mondo vegetale, comprende oltre 23.000 specie distribuite su 1.535 generi, oppure 22.750 specie e 1.530 generi secondo altre fonti (una delle checklist più aggiornata elenca fino a 1.679 generi). La famiglia attualmente (2021) è divisa in 16 sottofamiglie; la sottofamiglia Asteroideae è una di queste e rappresenta l'evoluzione più recente di tutta la famiglia.

### Filogenesi
La tribù Astereae (una delle 21 tribù della sottofamiglia Asteroideae) comprende circa 40 sottotribù. In base alle ultime ricerche nella tribù sono stati individuati (provvisoriamente) 5 principali lignaggi:
- Basal grade: include alcuni generi isolati, il gruppo "South American-Oceania",  alcune sottotribù africane e il gruppo dei generi legnosi del Madagascar.
- Bellis lineage: comprende le sottotribù eurasiatiche e una sottotribù africana.
- Aster lineage: include i generi asiatici di Asterinae e i principali gruppi dell'Australia e dell'Oceania.
- Baccharis lineage: include alcuni gruppi sudamericani.
- North American lineage: include la vasta gamma di sottotribù del Nordamerica, Messico e alcuni gruppi distribuiti nel Sudamerica.

Il genere  Eurybia  (insieme alla sottotribù Machaerantherinae) è incluso nel lignaggio "North American lineage". Attualmente a sottotribù è suddivisa in 5 gruppi informali: Basal grade - Machaeranthera group - Haplopappus group - Xanthocephalum group - Lessingia group. Questo genere si trova nel "Basal grade", ossia è stato il primo gruppo ad evolversi dal corpo principale della sottotribù. Insieme al genere Oreostemma formano un "gruppo fratello". Alcuni Autori hanno proposto di suddividere il genere Eurybia in sezioni: sect. Calliastrum (Torrey & A. Gray) G. L. Nesom - sect. Heleastrum (de Candolle) G. L. Nesom - sect. Eryngiifoliae (Alexander) G. L. Nesom - sect. Radulini (Rydberg) G. L. Nesom. Ma queste divisioni non sono riconosciute da tutti i botanici.
I caratteri distintivi del genere sono:
- le foglie sono intere o raramente dentate;
- gli acheni hanno delle forme da cilindriche a subcilindriche;
- il pappo è provvisto di setole.

Il numero cromosomico delle specie di questo genere è: 2n = 18.

### Elenco delle specie
Questo genere ha 27 specie:
A ... D
- Eurybia avita (Alexander) G.L.Nesom
- Eurybia chasei (G.N.Jones) Mohlenbr.
- Eurybia chlorolepis (E.S.Burgess) G.L.Nesom
- Eurybia compacta G.L.Nesom
- Eurybia conspicua (Lindl.) G.L.Nesom
- Eurybia divaricata (L.) G.L.Nesom

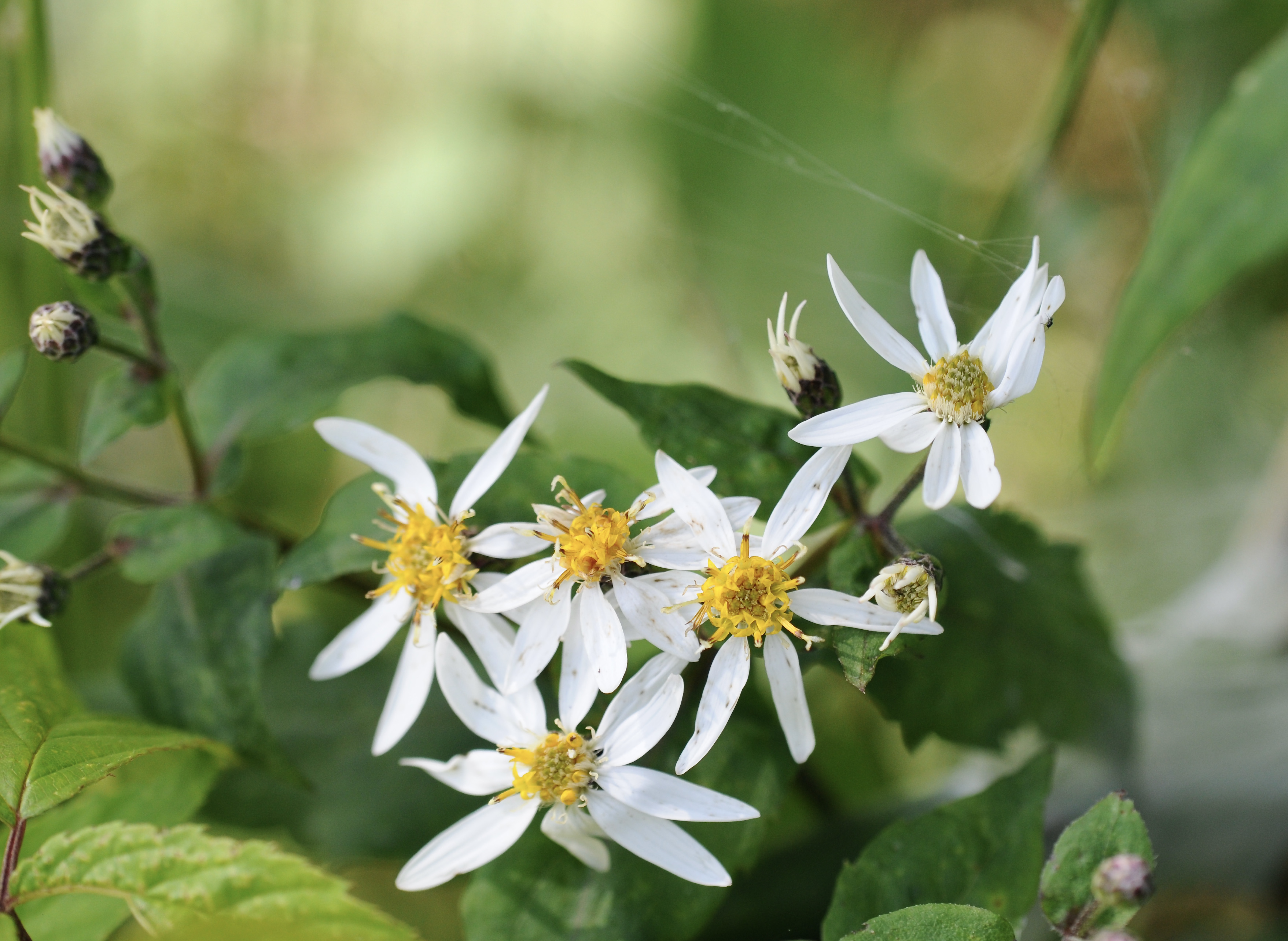
Eurybia chlorolepis
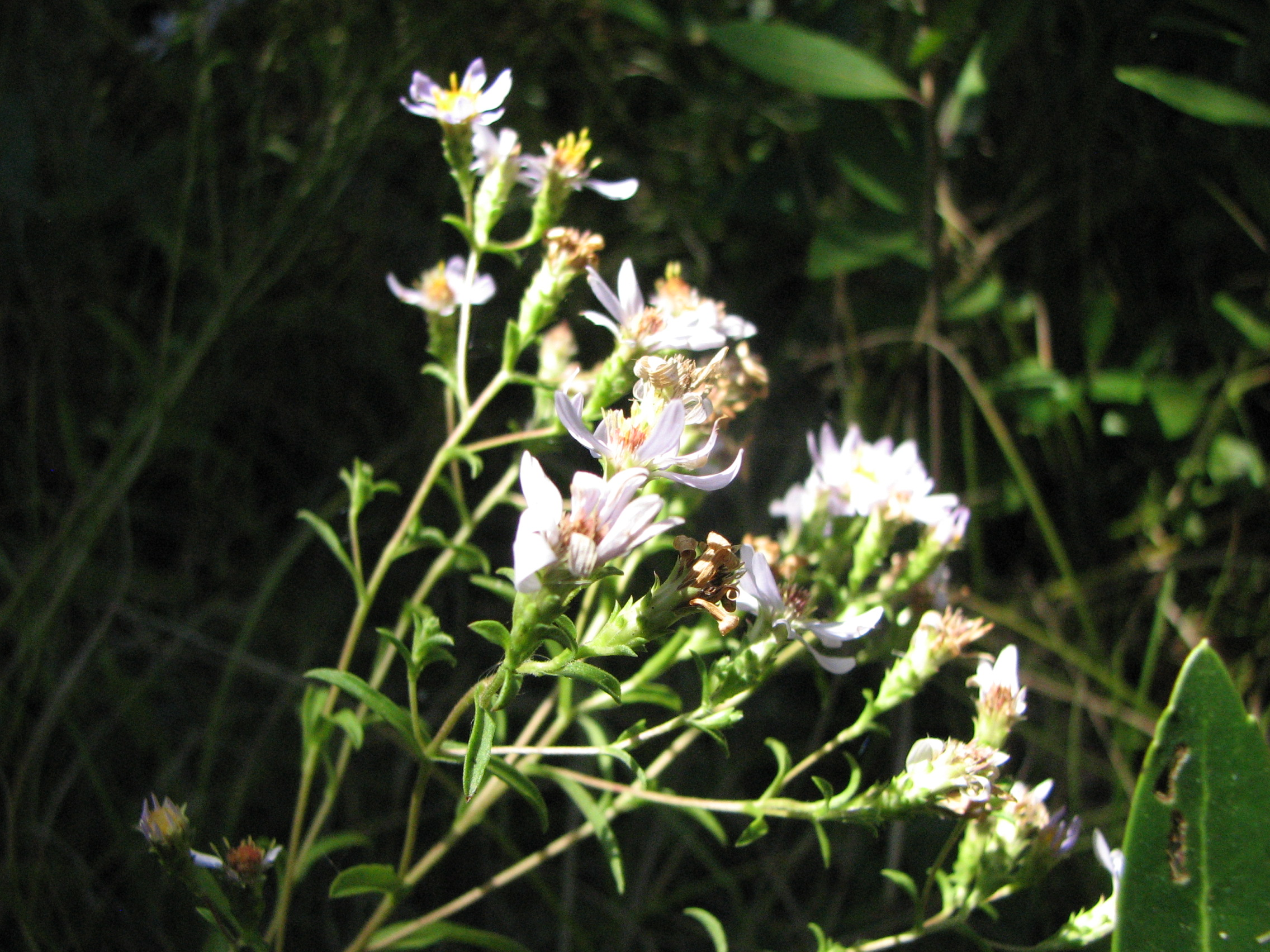
Eurybia compacta
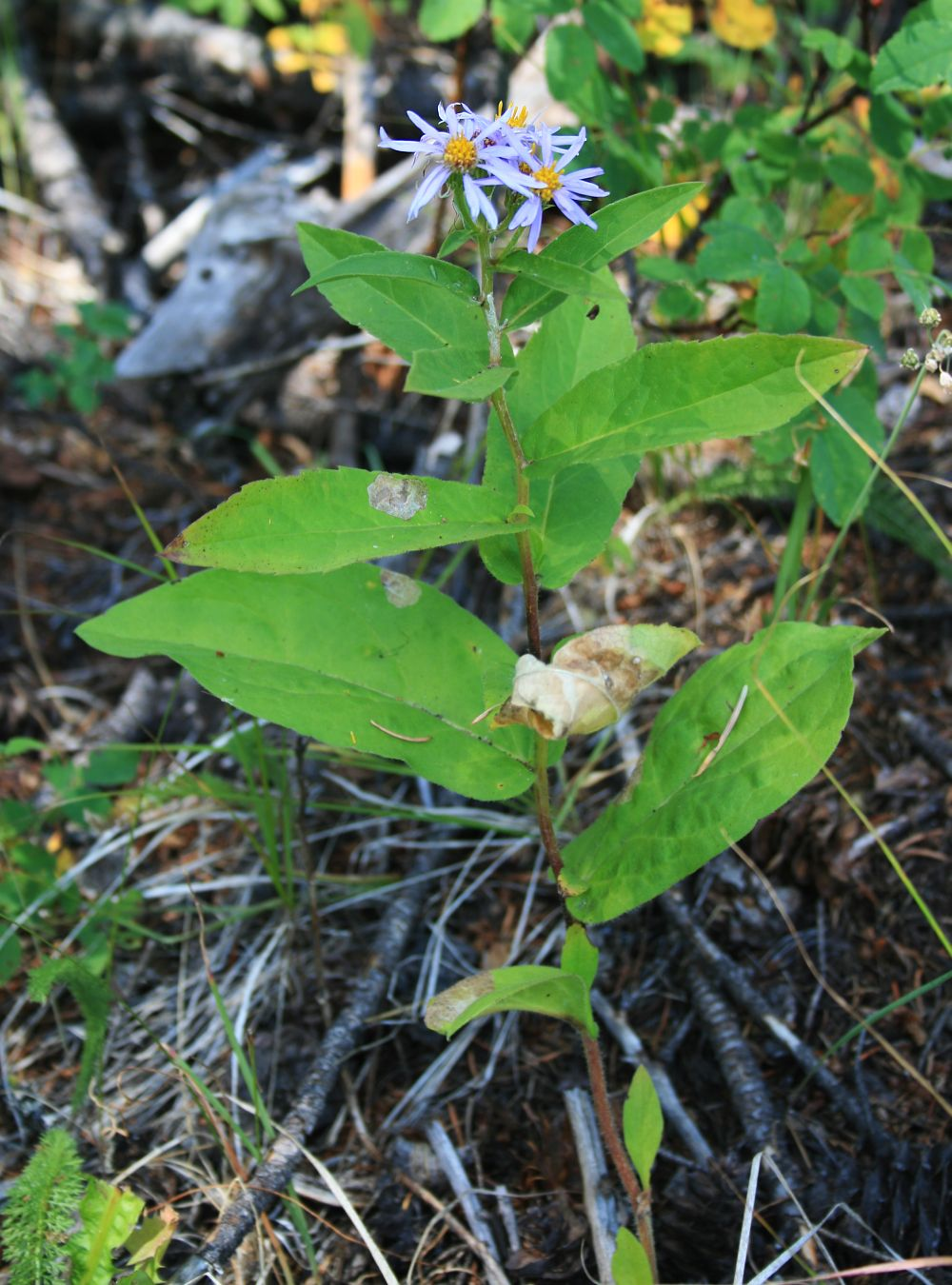
Eurybia conspicua
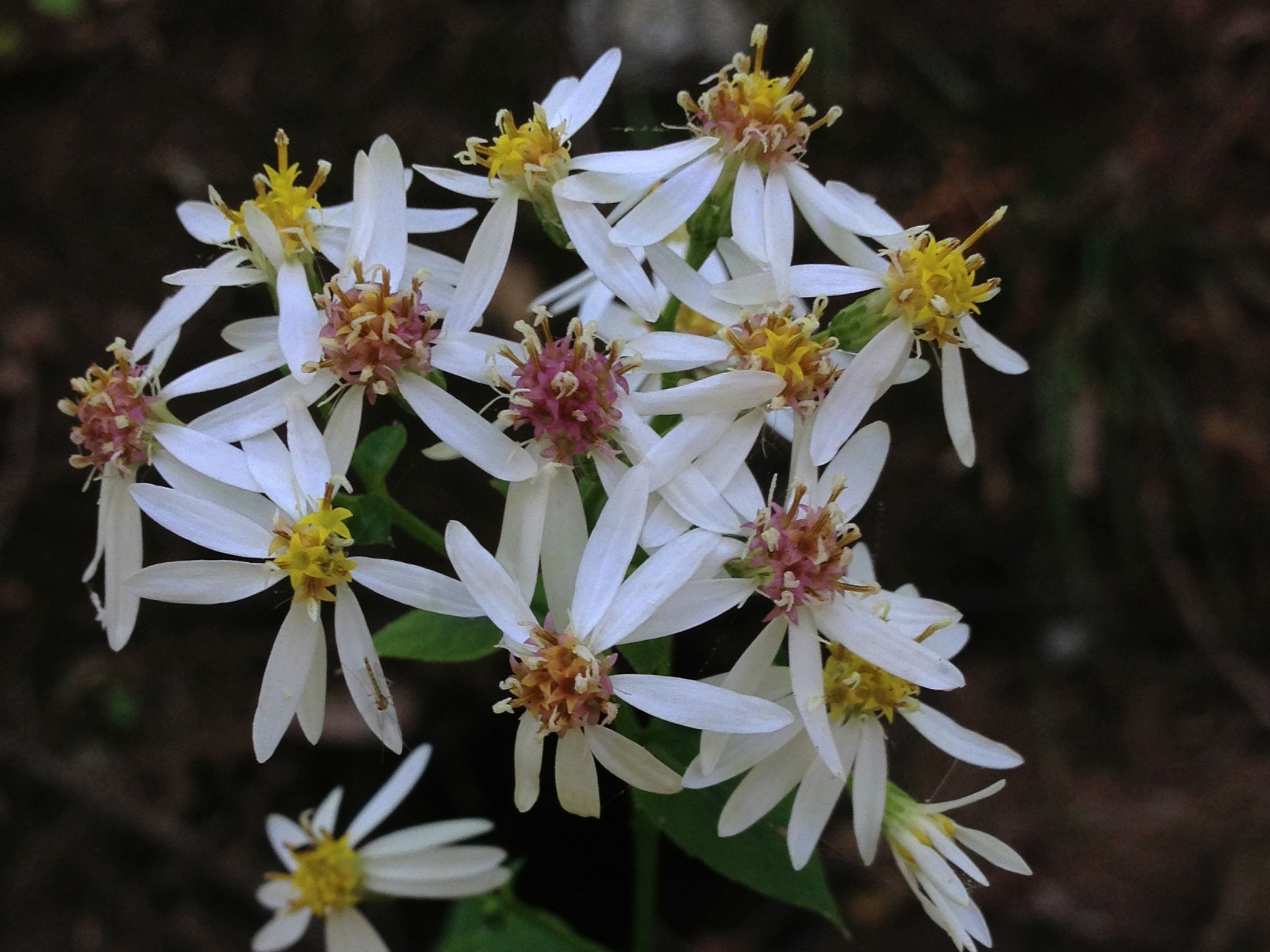
Eurybia divaricata

E ... K
- Eurybia eryngiifolia (Torr. & A.Gray) G.L.Nesom
- Eurybia furcata (E.S.Burgess) G.L.Nesom
- Eurybia glauca (Nutt.) G.L.Nesom
- Eurybia hemispherica (Alexander) G.L.Nesom
- Eurybia horrida (Wooton & Standl.) G.L.Nesom
- Eurybia integrifolia (Nutt.) G.L.Nesom
- Eurybia jonesiae (Lamboy) G.L.Nesom
- Eurybia kingii (D.C.Eaton) G.L.Nesom

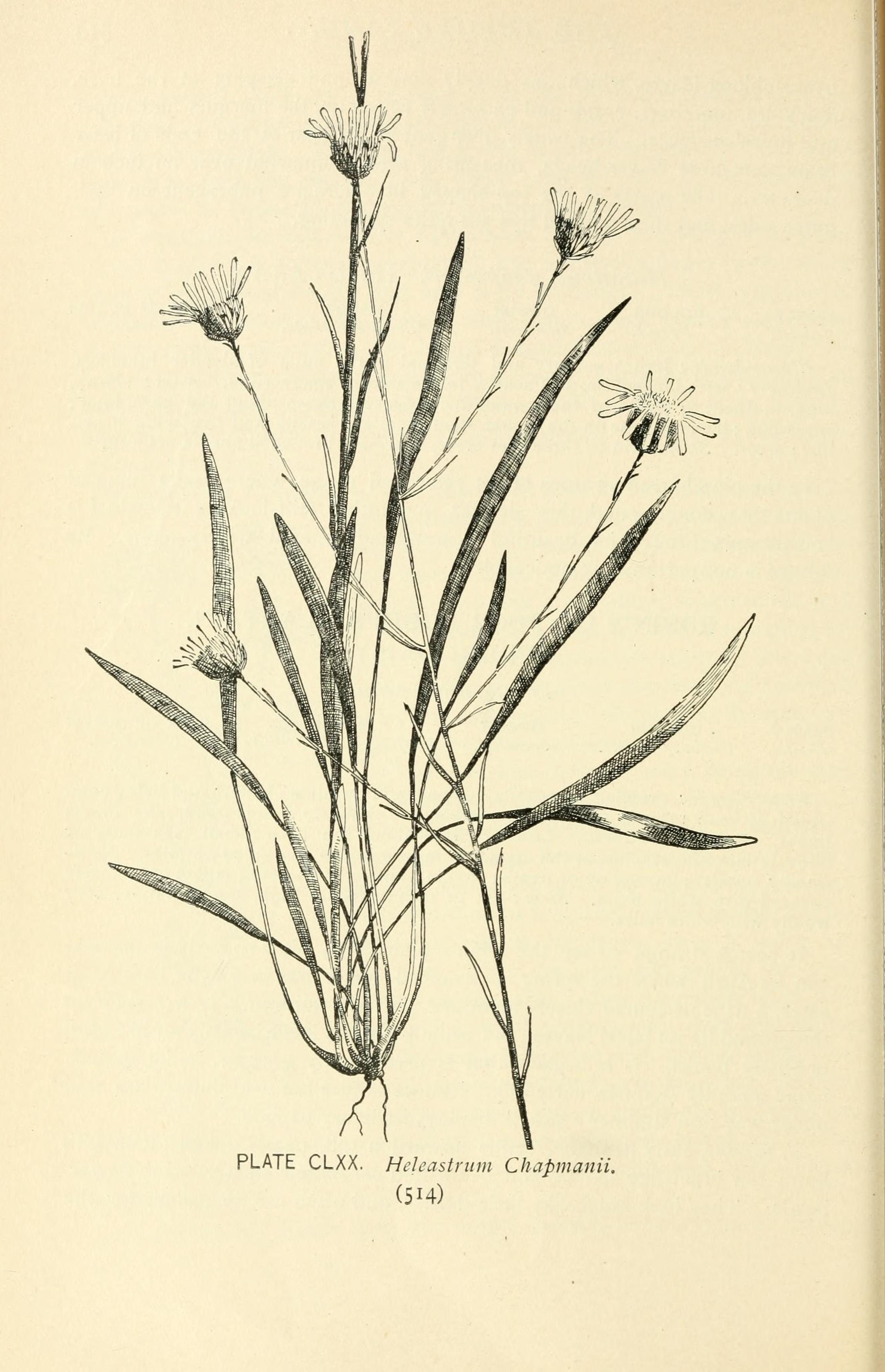
Eurybia eryngiifolia
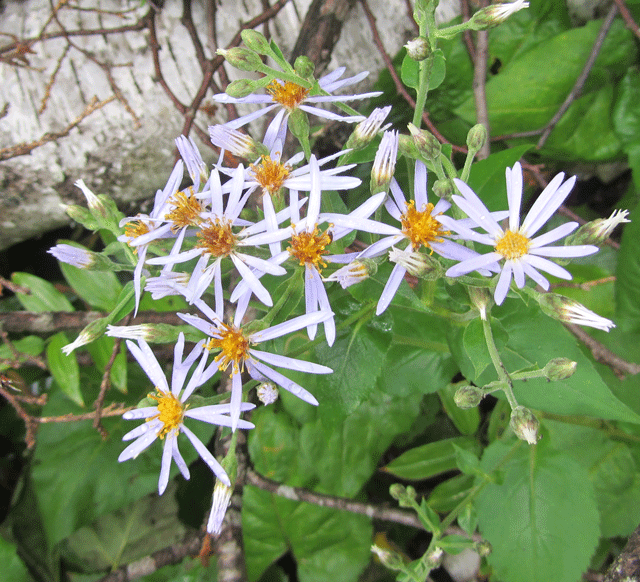
Eurybia furcata
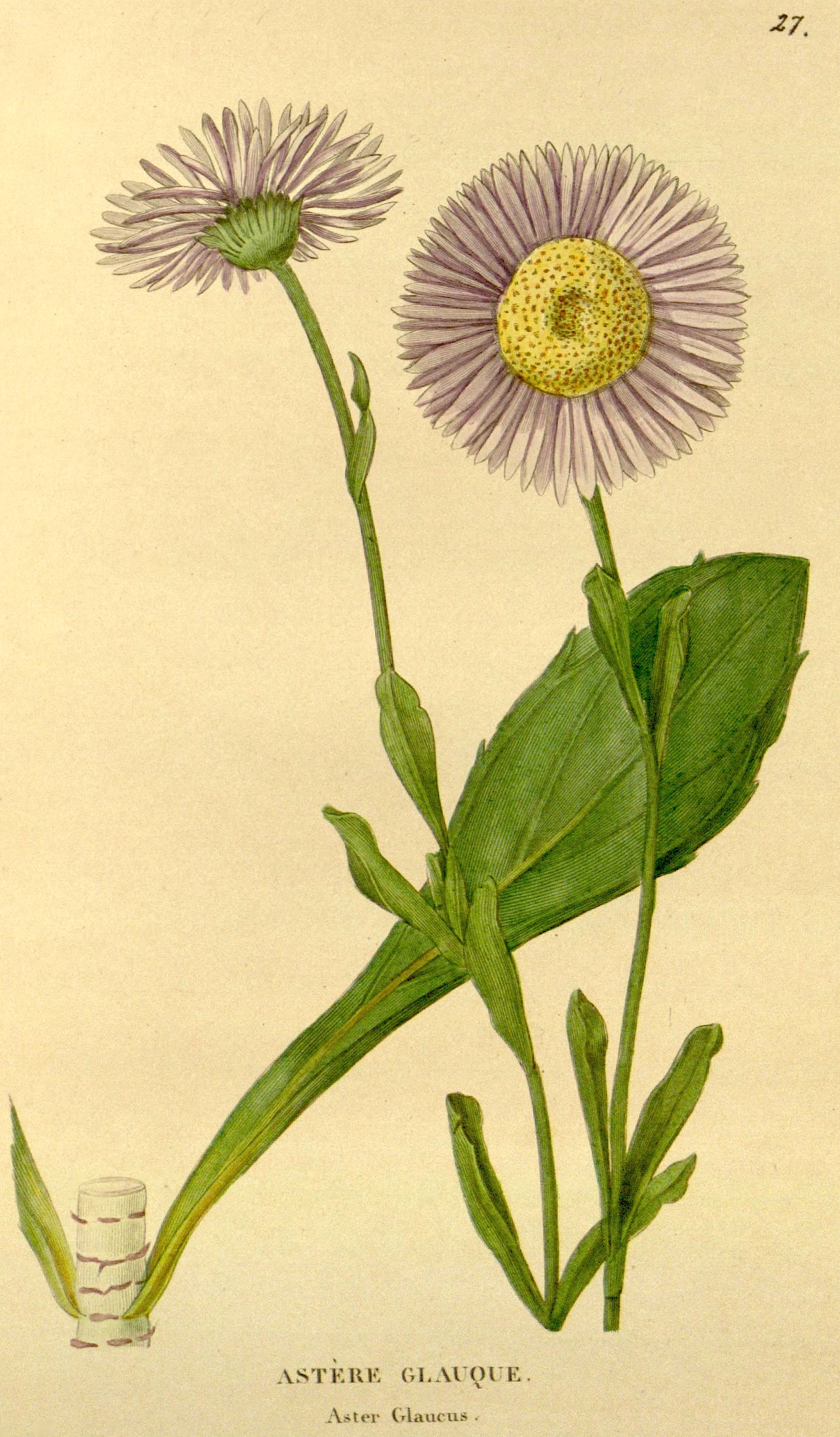
Eurybia glauca
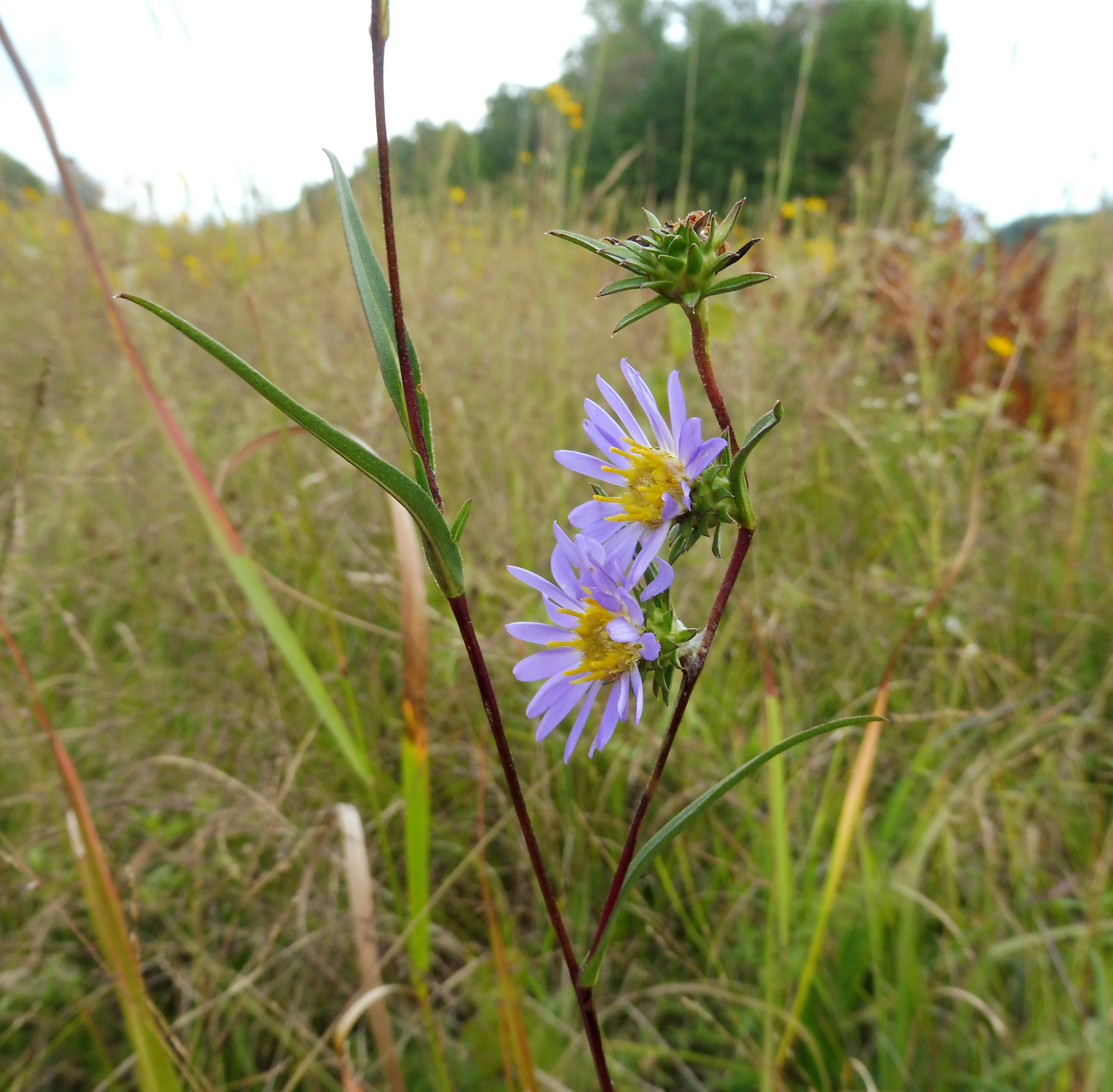
Eurybia hemispherica
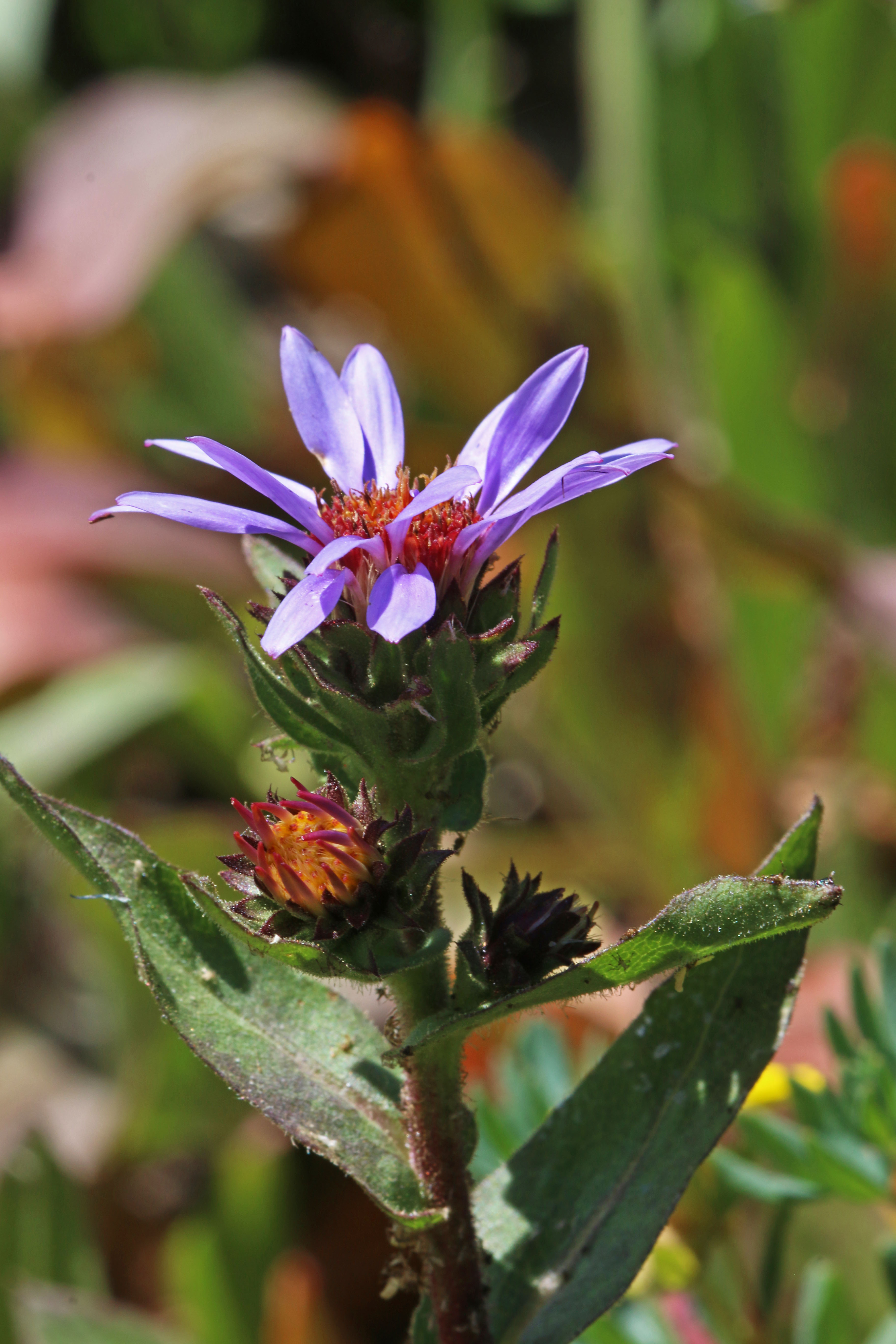
Eurybia integrifolia

M ... R
- Eurybia macrophylla (L.) Cass.
- Eurybia merita (A.Nelson) G.L.Nesom
- Eurybia mirabilis (Torr. & A.Gray) G.L.Nesom
- Eurybia paludosa (Aiton) G.L.Nesom
- Eurybia radula (Aiton) G.L.Nesom
- Eurybia radulina (A.Gray) G.L.Nesom

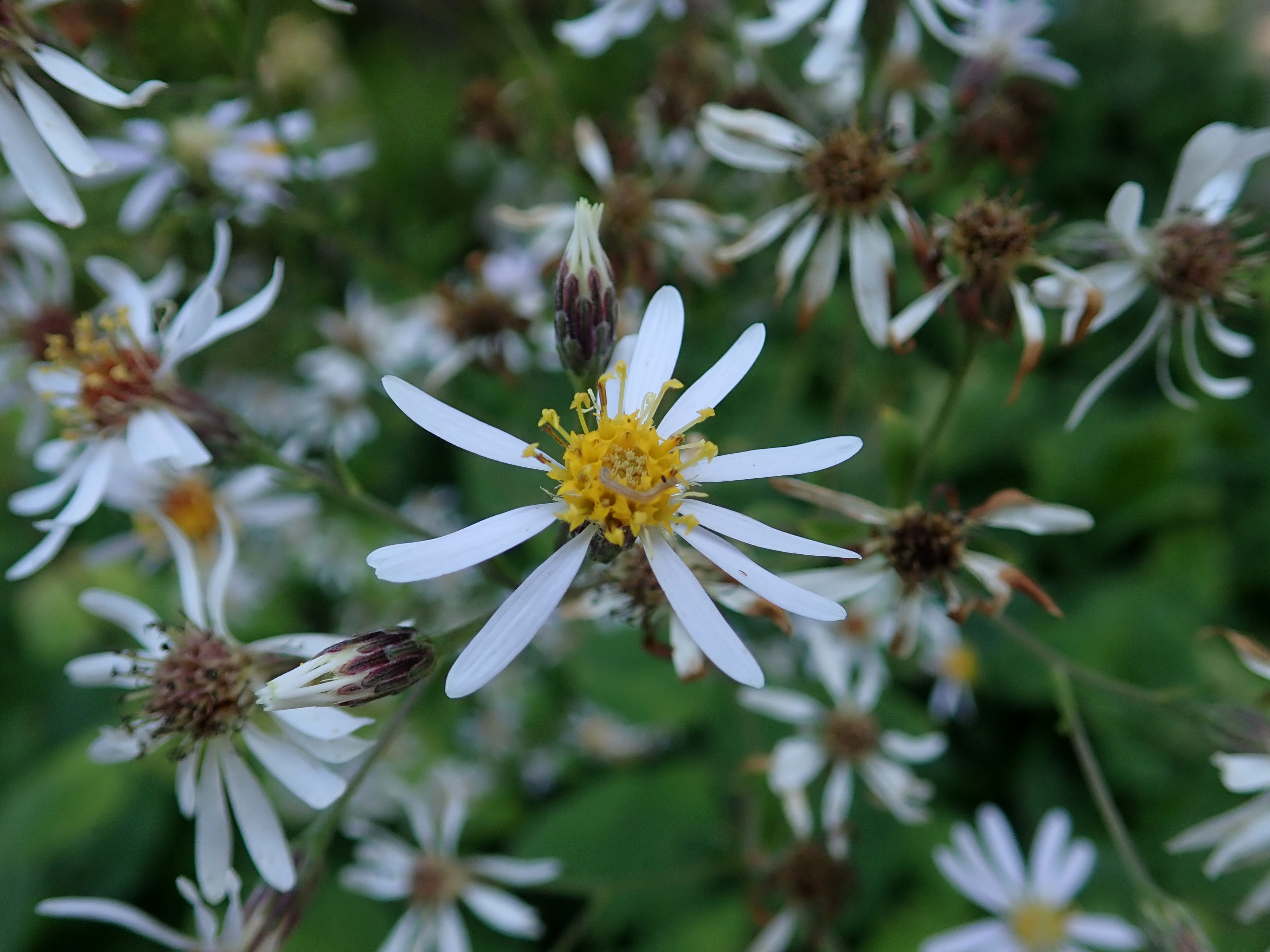
Aster macrophyllus
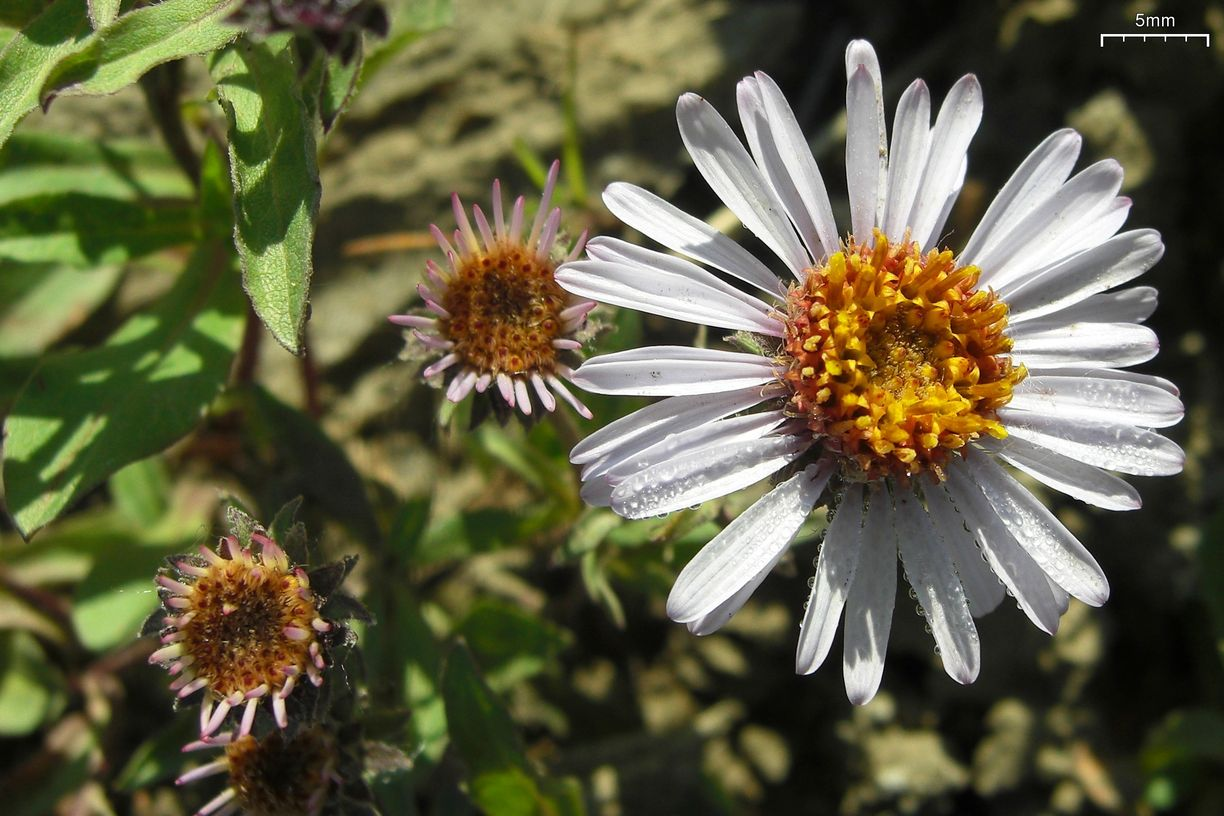
Eurybia merita
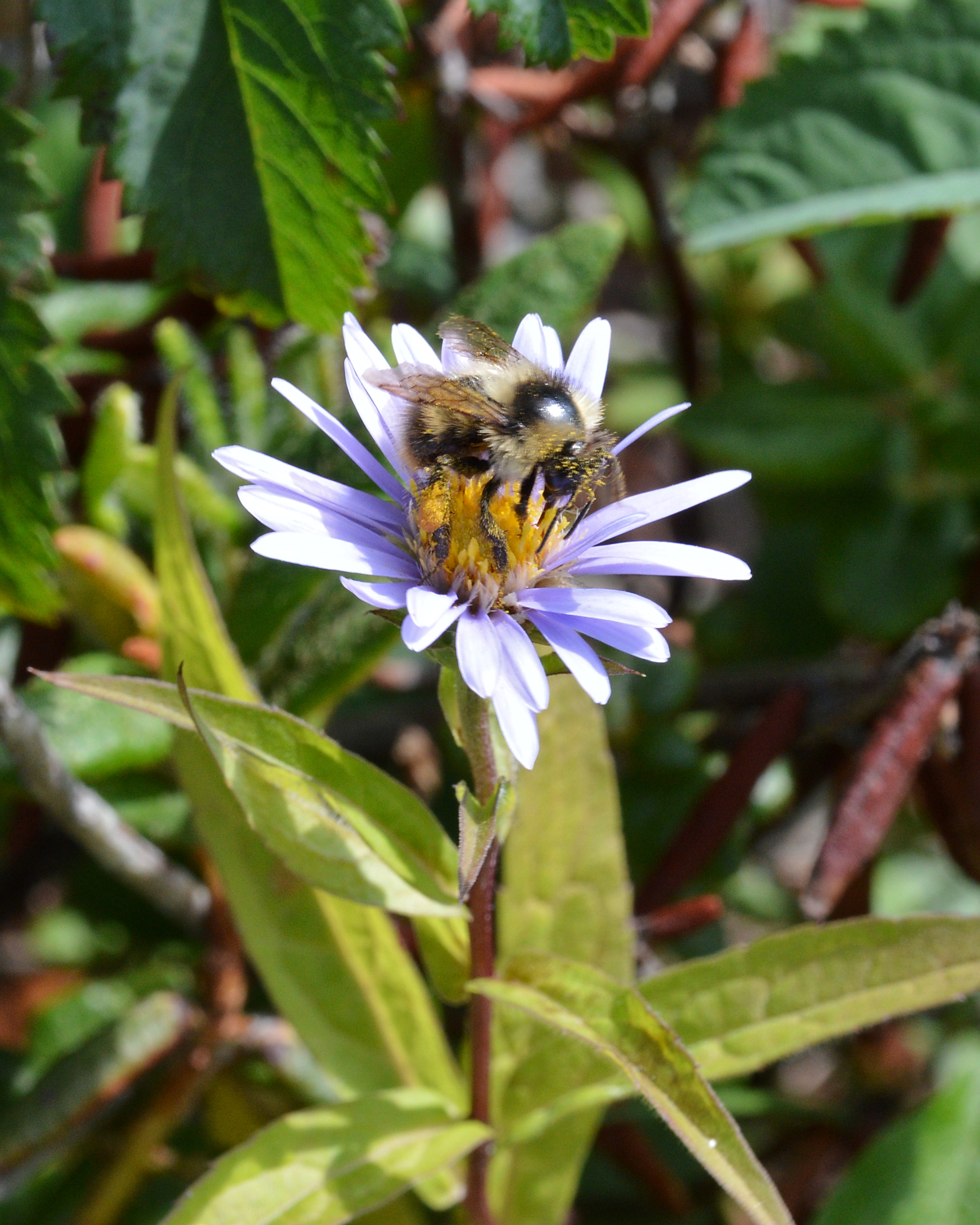
Eurybia radula

S ... W
- Eurybia saxicastellii (J.J.N.Campb. & Medley) G.L.Nesom
- Eurybia schreberi (Nees) Nees
- Eurybia sibirica (L.) G.L.Nesom
- Eurybia spectabilis (Aiton) G.L.Nesom
- Eurybia spinulosa (Chapm.) G.L.Nesom
- Eurybia surculosa (Michx.) G.L.Nesom
- Eurybia wasatchensis (M.E.Jones) G.L.Nesom

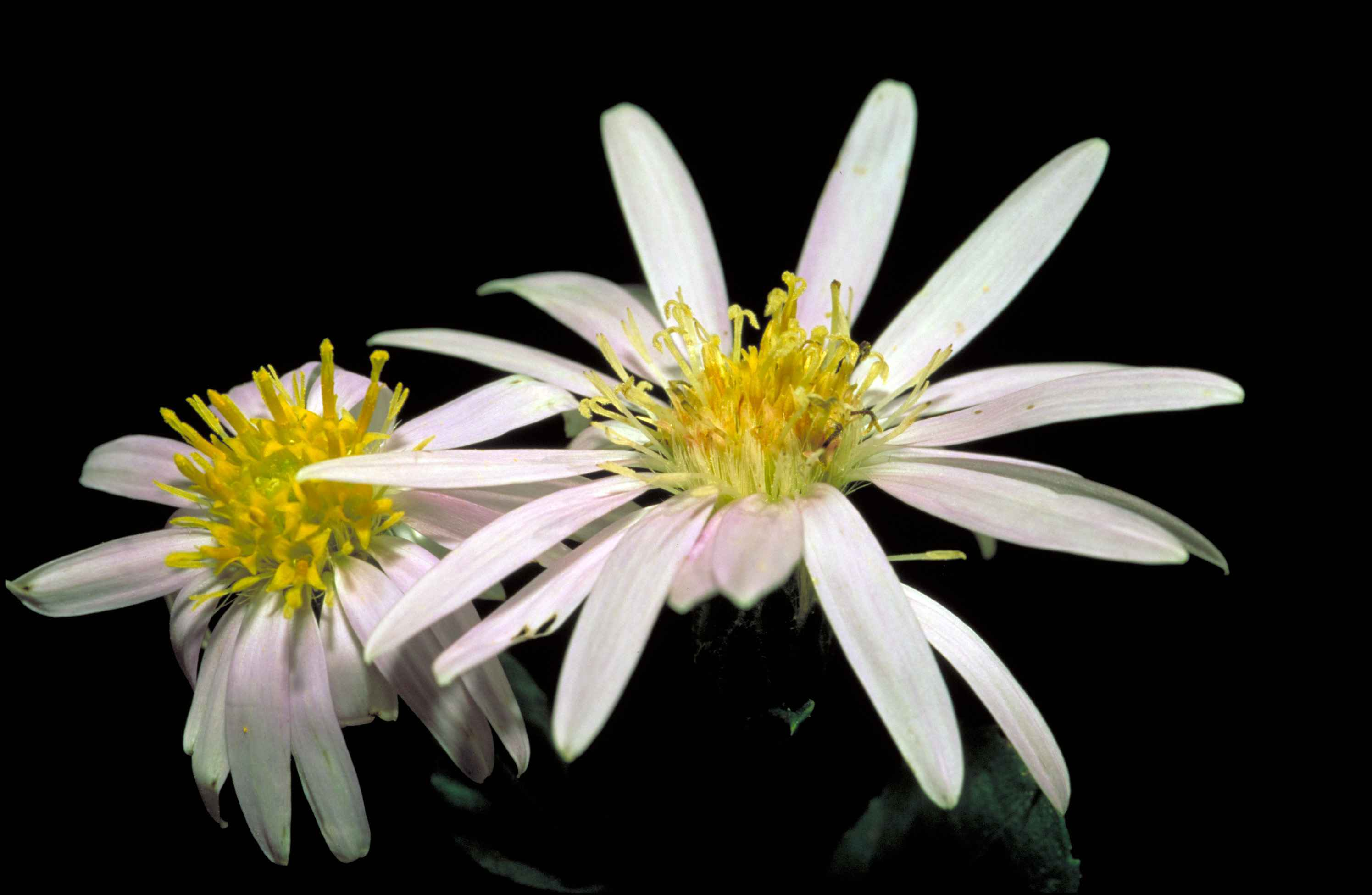
Eurybia saxicastelli
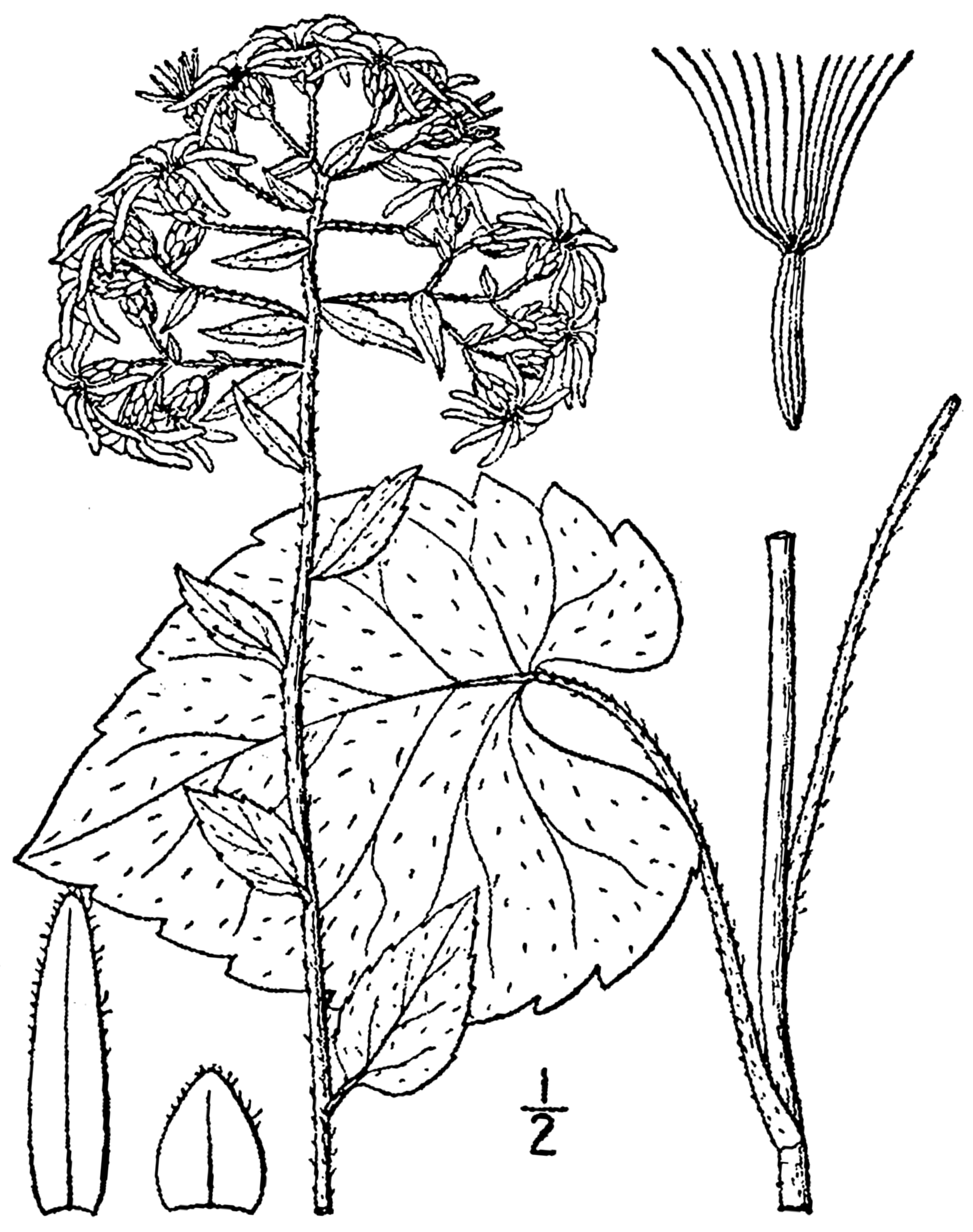
Eurybia schreberi
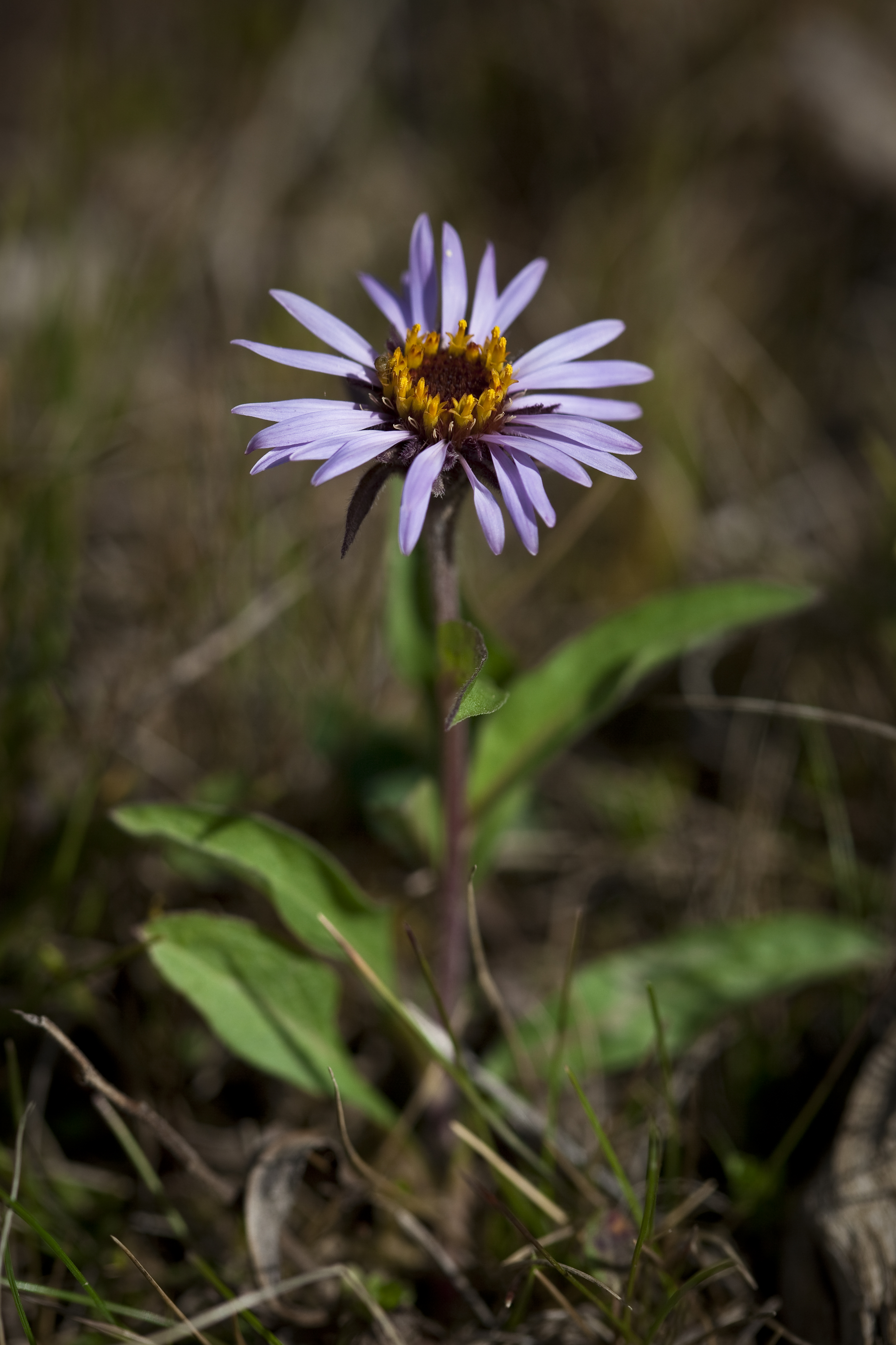
Eurybia sibirica
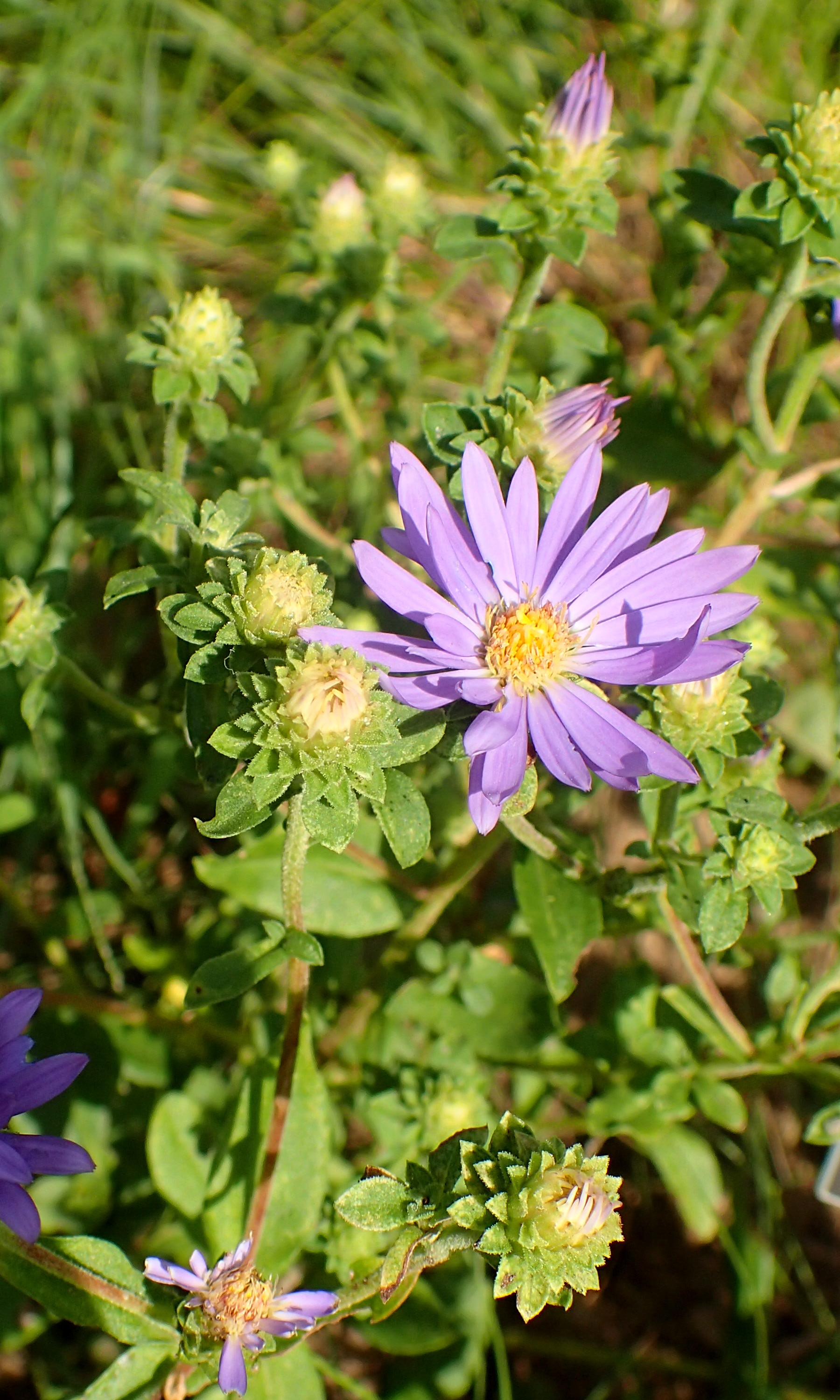
Eurybia spectabilis
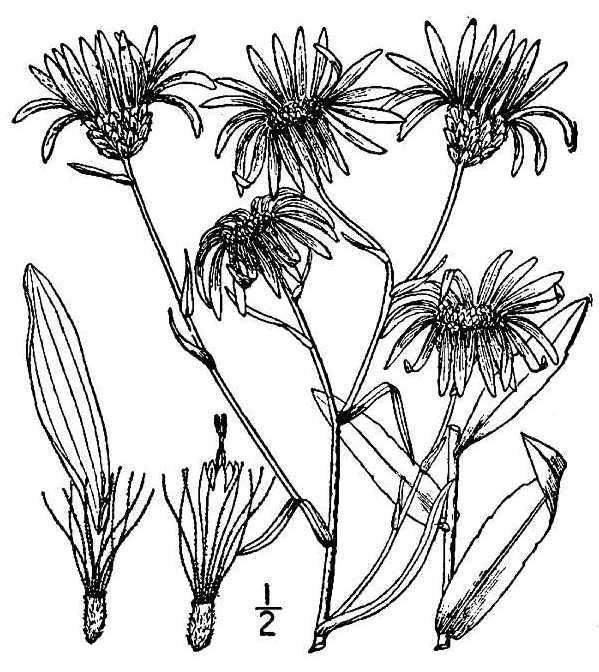
Eurybia surculosa

### Sinonimi
Sono elencati alcuni sinonimi per questa entità:
- Biotia DC.
- Heleastrum  DC.
- Herrickia  Wooton & Standl.
- Triniteurybia  Brouillet, Urbatsch & R.P.Roberts
- Weberaster  Á.Löve & D.Löve